# Jean-Baptiste Colbert, markýz de Seignelay
Jean-Baptiste Antoine Colbert, markýz de Seignelay (1. listopadu 1651 – 3. listopadu 1690) byl francouzský šlechtic, politik, ministr francouzského námořnictva v letech 1683–1690.

## Život
Jean-Baptiste Antoine se narodil do rodiny Jeana-Baptiste Colberta (osobního sekretáře kardinála Mazarina, následně ministra financí Ludvíka XIV.) jako jeho nejstarší syn.
Oženil se s Marií Margueritou d'Alegre, která roku 1678 zemřela. V roce 1679 se oženil podruhé, s Catherinou Thérèsou de Goyon de Matignon Thorigny (1662–1699, byla sestrou Françoise-Michela le Tellier, markýze de Louvois), s níž měl čtyři děti.
V letech 1665-1683 zastával úřad Contrôleur général des finances (hlavní kontrolor financí). Po smrti svého otce v roce 1683, byl Jean-Baptiste jmenován státním sekretářem francouzského námořnictva krále Ludvíka XIV. Tento post zastával až do své smrti. Dokončil tzv. Code Noir (Černý zákoník), který rozpracoval již jeho otec. Ministrem byl jmenován roku 1689.
Jean-Baptiste pokračoval také v rozšiřování francouzského námořnictva (co do počtu lodí, což také započal již jeho otec). Mezi lety 1660 a 1690 vzrostl počet plachetnic, které kontrolovalo Královské námořnictvo, z 18 na 125. Historici však Jeana-Baptista i jeho otce kritizují za to, že se prakticky věnovali pouze lodím, nikoli námořní infrastruktuře.
Roku 1675 byl jmenován Grand Trésorier Řádu sv. Ducha. Jean-Baptiste zemřel 3. listopadu 1690. Ve funkci jej nahradil Louis Phélypeaux, hrabě de Pontchartrain.